# Saint-Simon (Aisne)
Saint-Simon település Franciaországban, Aisne megyében. Lakosainak száma 598 fő (2022. január 1.). Saint-Simon Annois, Artemps, Clastres, Dury, Flavy-le-Martel, Jussy, Ollezy és Tugny-et-Pont községekkel határos.

## Népesség
A település népessége az elmúlt években az alábbi módon változott:
| Lakosok száma | 564  | 600  | 687  | 642  | 597  | 621  | 635  | 641  | 627  | 598  |
|               | 1968 | 1982 | 1990 | 2006 | 2013 | 2015 | 2017 | 2019 | 2020 | 2022 |